# Alfred Monnet
Alfred Monnet, né le 1er octobre 1820 à Mougon (Deux-Sèvres) et mort le 8 juin 1890 à Paris XVIe (Seine), est un homme politique français.

## Biographie
Propriétaire à Mougon, il en est maire en 1840. Parti s'installer à Niort, il en est conseiller municipal en 1860, puis maire de 1865 à 1871 et conseiller général en 1868. Il est représentant des Deux-Sèvres en 1871, siégeant à droite et sénateur des Deux-Sèvres de 1876 à 1882.

## Sources
- « Alfred Monnet », dans Adolphe Robert et Gaston Cougny, Dictionnaire des parlementaires français, Edgar Bourloton, 1889-1891 [détail de l’édition]